# Durchgangslager (krigsfångar)

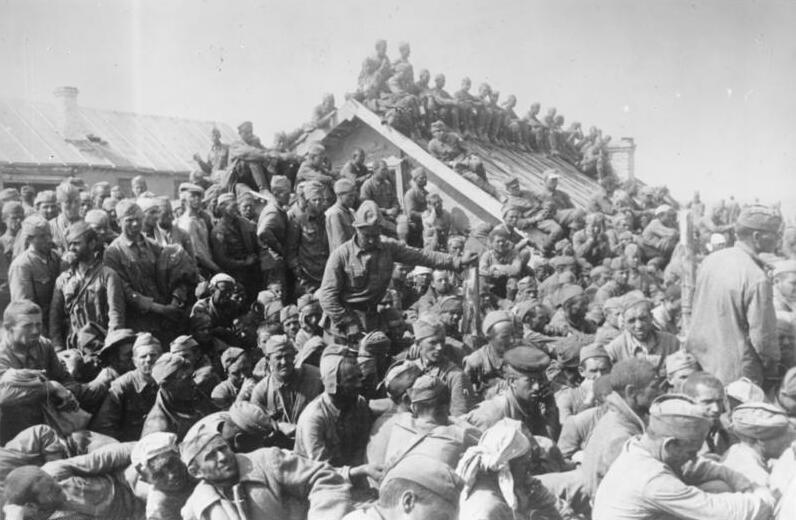
Sovjetiska krigsfångar i ett Durchgangslager i närheten av Smolensk 1941

Durchgangslager egentligen Durchgangslager für Kriegsgefangene (förkortning "Dulag") var tyska uppsamlingsläger för krigsfångar under andra världskriget. Dessa läger låg oftast på ockuperat territorium på relativt kort avstånd från fronten. Lägren skulle endast temporärt förvara krigsfångarna innan dessa kunde fraktas vidare till mer permanenta krigsfångeläger som låg närmare Tyskland. Lägren bemannades av 100 till 200 man, främst överåriga reservister och skulle kunna förvara cirka 5000 krigsfångar. Under det första året på östfronten så var lägren ofta underbemannade och mångfaldigt överbelagda, noteringar på 26000 fångar i enskilda läger förekom. 

## Dödlighet
Under hösten 1941 ökade antalet krigsfångar kraftigt samtidigt som järnvägskapaciteten i de ockuperade delarna av Sovjetunionen utnyttjades till bristningsgränsen för att försörja förbanden vid fronten, detta ledde till att livsmedelsförsörjningen för krigsfångarna sjönk till närmast obefintliga nivåer. Kombinerat med att lägren gav fångarna i det närmaste inget skydd mot väder och vind så ökade dödsfallen på grund av svält och sjukdomar dramatisk. Framför allt kom fläcktyfus att skörda många offer under vintern 1941/42. Under november och december 1941 noterade flera läger dödlighetsnivåer bland fångarna på 1 % per dag, vissa läger som Durchgangslager 126 hade nivåer upp till 2,5 % per dag. Även om sammanbrottet i transportkapaciteten under hösten och vintern 1941 var en delförklaring till den höga dödligheten, så fanns det från högsta nivå ingen vilja att försörja de sovjetiska krigsfångarna. Göring underströk den 16 september att vi, till skillnad från andra nationaliteter inte är förpliktade att försörja de bolsjevikiska krigsfångarna. Tilldelningen av mat skall anpassas till den arbetsinsats de gör för oss. 43 % av de sovjetiska krigsfångar som dog i tysk fångenskap dog i läger nära fronten medan 57 % dog i läger längre västerut där transportproblemen för att föra dit mat inte var ett direkt problem. Den höga dödligheten i lägren långt bakom fronten avtog först när behovet av krigsfångarna som slavarbetskraft i den tyska industrin ökade.